# Ewangelia Doskonałości
Ewangelia Doskonałości – zaginiony apokryf pochodzenia gnostyckiego.
Adolf Harnack datuje apokryf na II w.. Utwór został wspomniany przez Epifaniusza w Panarionie, a za nim przez Filastriusza. Obaj przedstawili tytuł apokryfu, Εύαγγέλιον Τελειώσεος (Evangelium Consummationis). Epifaniusz przypisuje autorstwo apokryfu gnostykom, Filastriusz uściśla, że byli to nikolaici.
Rekonstruując treść, Harnack i Hennecke proponują wyjść od cytatu Hipolita „Początkiem doskonałości jest poznanie Boga”. Pojawiły się także propozycje mające na względzie cytat Ireneusza, mówiącego o przyszłym wypełnieniu. Wypełnienie to miałoby się dokonać, kiedy to całe „ziarno światła” rozsiane po świecie zostałoby zgromadzone w jednym miejscu; taki motyw pojawia się m.in. w Ewangelii Ewy i Ewangelii Filipa. Zdaniem Schneemelchera apokryf mógł bądź to opisywać ideał doskonałości i środki umożliwiające jego osiągnięcie, bądź być księgą przeznaczoną dla „doskonałych”, „wybranych”, bądź też był traktowany jako księga doskonała sama w sobie, jako najwyższa Ewangelia zawierająca sumę gnozy.